# Гринів Володимир Іванович
Володимир Гринів (псевдо: «Кремінський», «Суп»; 16 вересня 1910, смт. Куликів, Жовківський район, Львівська область — 10 лютого 1941, м. Львів) — крайовий провідник ОУН у Кракові, член Революційного Проводу ОУН.

## Життєпис
Народився у 16 вересня 1910 року в селищі Куликові (тепер Жовківського району Львівської області).
Навчався в гімназії у Теребовлі, а згодом на юридичному факультеті Львівського університету. Член ОУН з 1931 року. Політв'язень концтабору Береза Картузька протягом червня-листопада 1934 року. 15 червня 1935 засуджений до 4 років ув'язнення судом у Тернополі. Вийшов на волю у 1938 році.
Протягом 1938—1939 військовий інструктор ОУН у Львові, військовий референт Крайової екзекутиви ОУН ЗУЗ протягом літа-осені 1939 року. Один із організаторів збройного повстання в Західній Україні у вересні 1939.
Згодом Крайовий провідник ОУН в Кракові, член Революційного Проводу ОУН, керівник організаційного відділу повстанського штабу ОУН в Кракові у березні 1940. В середині березня 1940 повернувся до Львова, де став заступником шефа крайового повстанського штабу. Заарештований більшовиками вночі з 2 на 3 квітня 1940.
Засуджений 29 жовтня 1940 на «Процесі 11-ох» до розстрілу. Розстріляний 10 лютого 1941 у тюрмі на Лонцького.